# Tennis Borussia Berlin 2021-2022
Questa voce raccoglie le informazioni riguardanti il Tennis Borussia Berlin nelle competizioni ufficiali della stagione 2021-2022.

## Stagione
Nella stagione 2021-2022 il Tennis Borussia Berlino, allenato da Markus Zschiesche, concluse il campionato di Regionalliga nordest al 10º posto.

## Rosa
| N. |                         | Ruolo | Calciatore          |
| -- | ----------------------- | ----- | ------------------- |
| 1  | RD del Congo (bandiera) | P     | Jens Fikisi         |
| 3  | Germania (bandiera)     | D     | Youssef Sakran      |
| 5  | Germania (bandiera)     | C     | Jeronimo Mattmüller |
| 6  | Germania (bandiera)     | C     | Efe Önal            |
| 7  | Germania (bandiera)     | A     | Kubilay Yilmaz      |
| 8  | Germania (bandiera)     | C     | Tim Oschmann        |
| 9  | Germania (bandiera)     | A     | Will Siakam         |
| 10 | Turchia (bandiera)      | C     | Tahsin Çakmak       |
| 11 | Germania (bandiera)     | A     | Sebastian Huke      |
| 12 | Germania (bandiera)     | P     | Jannis Gabrielides  |
| 13 | Germania (bandiera)     | P     | Karl Albers         |
| 14 | Germania (bandiera)     | A     | Linus Czosnyka      |
| 15 | Portogallo (bandiera)   | A     | Ruben Travassos     |

| N. |                                 | Ruolo | Calciatore         |
| -- | ------------------------------- | ----- | ------------------ |
| 17 | Germania (bandiera)             | D     | Maximilian Stahl   |
| 18 | Bosnia ed Erzegovina (bandiera) | C     | Omar Pašagić       |
| 19 | Serbia (bandiera)               | D     | Nemanja Samardzic  |
| 20 | Germania (bandiera)             | C     | Vincent Tloczynski |
| 21 | Germania (bandiera)             | C     | Louis Wagner       |
| 22 | Germania (bandiera)             | C     | Rico Gladrow       |
| 23 | Germania (bandiera)             | C     | Fabrice Montcheu   |
| 24 | Germania (bandiera)             | D     | Cedrik Mvondo      |
| 26 | Kosovo (bandiera)               | D     | Lirim Mema         |
| 27 | Germania (bandiera)             | D     | Aleksandar Bilbija |
| 30 | Germania (bandiera)             | D     | Karim Ali-Saleha   |
| 30 | Germania (bandiera)             | C     | Benyas Junge-Abiol |

## Organigramma societario
Area tecnica
- Allenatore: Markus Zschiesche
- Allenatore in seconda: Ronny Ermel
- Preparatore dei portieri: Daniel Bittner
- Preparatori atletici:
- Analisi video:

## Calciomercato

### Sessione estiva
| Acquisti | Acquisti            | Acquisti             | Acquisti |
| R.       | Nome                | da                   | Modalità |
| -------- | ------------------- | -------------------- | -------- |
| P        | Jannis Gabrielides  | Berliner AK 07       |          |
| C        | Louis Wagner        | Berliner AK 07 U19   |          |
| A        | Ruben Travassos     | Union Berlino U19    |          |
| P        | Karl Albers         | TeBe Berlino U19     |          |
| A        | Linus Czosnyka      | Union Berlino U19    |          |
| C        | Rico Gladrow        | Energie Cottbus      |          |
| A        | Sebastian Huke      | Hertha Zehlendorf    |          |
| C        | Benyas Junge-Abiol  | Germania Halberstadt |          |
| C        | Jeronimo Mattmüller | Viktoria Berlino U19 |          |
| C        | Fabrice Montcheu    | Babelsberg           |          |
| C        | Omar Pašagić        | Rehden               |          |
| A        | Kubilay Yilmaz      | Berliner AK 07       |          |

| Cessioni | Cessioni         | Cessioni            | Cessioni |
| R.       | Nome             | a                   | Modalità |
| -------- | ---------------- | ------------------- | -------- |
| C        | Fatlum Elezi     | Rot-Weiß Erfurt     |          |
| A        | Daoud Iraqi      | Phönix Lubecca      |          |
| D        | Nico Matt        | Polar Pinguin       |          |
| P        | Ertugrul Aktas   | Eintracht Mahlsdorf |          |
| A        | Nathaniel Amamoo | Lubecca             |          |
| D        | Enes Biyiklioglu | Hertha 06           |          |
| C        | David Engojan    | VfB Merseburg       |          |
| C        | Rifat Gelici     | Eintracht Mahlsdorf |          |
| C        | Sefa Kahraman    | Ebbsfleet Utd       |          |
| A        | Rudolf Ndualu    | Duisburg            |          |
| P        | Fritz Pflug      | VfB 1921 Krieschow  |          |
| A        | Talha Sennur     | Hertha 06           |          |

## Risultati

### Regionalliga nordest

#### Girone di andata
| Arbitro: | Greif |

|                                      |           |             |
| Freiberger 11’ Pagliuca 83’ Kurt 90’ | Marcatori | 67’ Gladrow |

| Arbitro: | Müller |

|                                   |           |           |
| Huke 34’ Siakam 71’ Travassos 88’ | Marcatori | 35’ Oduah |

| Arbitro: | Waegert |

|                        |           |  |
| Fontein 61’ Kargbo 84’ | Marcatori |  |

| Arbitro: | Weißbach |

|             |           |           |
| Pašagić 87’ | Marcatori | 40’ Skoda |

| Arbitro: | Greif |

|                                       |           |  |
| Ziane 1’, 39’ Ogbidi 70’ Rangelov 78’ | Marcatori |  |

| Arbitro: | Wartmann |

|                 |           |                       |
| Çakmak 16’, 18’ | Marcatori | 5’ Pronichev 89’ Badu |

| Arbitro: | Wilske |

|  |           |                     |
|  | Marcatori | 46’ Huke 77’ Çakmak |

| Arbitro: | Albert |

|                        |           |  |
| Siakam 16’, 45’ (rig.) | Marcatori |  |

| Arbitro: | Hagemann |

|                                  |           |             |
| Albert 24’ Hansch 51’ Müller 57’ | Marcatori | 21’ Gladrow |

| Berlino 3 novembre 2021, ore 19:00 CET 10ª giornata | TeBe Berlino | 0 – 0 referto | Tasmania Berlino | Mommsenstadion (905 spett.)\| Arbitro: \| Jessen \| |
| Arbitro:                                            | Jessen       |               |                  |                                                     |

| Arbitro: | Kohnert |

|                                        |           |                      |
| Frahn 10’, 82’ Wegener 39’ Jürgens 45’ | Marcatori | 13’, 50’ Junge-Abiol |

| Arbitro: | Gaunitz |

|                                          |           |                             |
| Oschmann 34’ Gladrow 47’ Junge-Abiol 59’ | Marcatori | 20’ Einsiedel 56’ Grüneberg |

| Arbitro: | Köppen |

|  |           |            |
|  | Marcatori | 74’ Siakam |

| Arbitro: | Allwardt |

|  |           |           |
|  | Marcatori | 36’ Karau |

| Arbitro: | Rose |

|  |           |             |
|  | Marcatori | 19’ Gladrow |

| Arbitro: | Kluge |

|  |           |          |
|  | Marcatori | 13’ Beck |

| Arbitro: | Weißbach |

|                   |           |                                 |
| Polichronakis 89’ | Marcatori | 14’, 78’ Montcheu 90’ Travassos |

| Arbitro: | Gaunitz |

|                                                       |           |                  |
| Mema 39’ Huke 65’ Junge-Abiol 88’ Oschmann 90’ (rig.) | Marcatori | 47’ (rig.) Lange |

| Arbitro: | Lämmchen |

|  |           |                                             |
|  | Marcatori | 9’ Montcheu 59’, 67’ Junge-Abiol 79’ Siakam |

#### Girone di ritorno
| Arbitro: | Kohnert |

|                 |           |                             |
| Junge-Abiol 90’ | Marcatori | 12’ Freiberger 24’ Campulka |

| Arbitro: | Klemm |

|                   |           |                   |
| Stagge 22’ (rig.) | Marcatori | 65’ (aut.) Eshele |

| Arbitro: | Klemm |

|                 |           |                         |
| Junge-Abiol 78’ | Marcatori | 4’ Emghames 51’ Fontein |

| Arbitro: | Köppen |

|  |           |                                   |
|  | Marcatori | 45’ Siakam 71’ Mema 77’ Samardzic |

| Berlino 23 febbraio 2022, ore 19:00 CET 24ª giornata | TeBe Berlino | 0 – 0 referto | Lokomotive Lipsia | Mommsenstadion (1 000 spett.)\| Arbitro: \| Rauschenberg \| |
| Arbitro:                                             | Rauschenberg |               |                   |                                                             |

| Arbitro: | Lämmchen |

|                          |           |                                |
| Eisenhuth 50’ Juckel 62’ | Marcatori | 56’ (rig.), 90’ (rig.) Gladrow |

| Arbitro: | Müller |

|                                                  |           |  |
| Junge-Abiol 13’, 65’ Gladrow 27’, 78’ Çakmak 58’ | Marcatori |  |

| Arbitro: | Bartnitzki |

|  |           |                            |
|  | Marcatori | 44’ Çakmak 90’ Junge-Abiol |

| Arbitro: | Gaunitz |

|                             |           |                                |
| Çakmak 27’ Gladrow 43’, 57’ | Marcatori | 22’, 38’ Trübenbach 69’ Hansch |

| Arbitro: | Bartnitzki |

|                                      |           |                                                        |
| Polat 34’ Sait 44’ Kascha 69’ (rig.) | Marcatori | 6’ (rig.) Çakmak 49’ Junge-Abiol 51’ Montcheu 59’ Mema |

| Berlino 18 marzo 2022, ore 19:00 CET 30ª giornata | TeBe Berlino | 0 – 0 referto | Babelsberg | Mommsenstadion (1 548 spett.)\| Arbitro: \| Herde \| |
| Arbitro:                                          | Herde        |               |            |                                                      |

| Berlino 2 aprile 2022, ore 13:00 CEST 31ª giornata | Lichtenberg 47 | 0 – 0 referto | TeBe Berlino | HOWOGE-Arena (873 spett.)\| Arbitro: \| Allwardt \| |
| Arbitro:                                           | Allwardt       |               |              |                                                     |

| Arbitro: | Wien |

|  |           |                                                       |
|  | Marcatori | 53’ Atemona 58’ Scherhant 65’ Čović 79’ (rig.) Gayret |

| Arbitro: | Köppen |

|                    |           |            |
| Mast 10’ Surek 51’ | Marcatori | 65’ Siakam |

| Berlino 14 aprile 2022, ore 19:00 CEST 34ª giornata | TeBe Berlino | 0 – 0 referto | Luckenwalde | Mommsenstadion (559 spett.)\| Arbitro: \| Albert \| |
| Arbitro:                                            | Albert       |               |             |                                                     |

| Arbitro: | Burda |

|                   |           |  |
| Brandt 83’ (rig.) | Marcatori |  |

| Arbitro: | Lämmchen |

|                           |           |                             |
| Çakmak 16’ Mattmüller 47’ | Marcatori | 37’ Gildenberg 45’ Januario |

| Arbitro: | Albert |

|                      |           |               |
| Schau 10’ Eisele 28’ | Marcatori | 18’ Travassos |

| Arbitro: | Schipke |

|                                        |           |  |
| Montcheu 17’ Çakmak 25’ Mattmüller 72’ | Marcatori |  |

## Statistiche

### Statistiche di squadra
| Competizione | Punti | In casa | In casa | In casa | In casa | In casa | In casa | In trasferta | In trasferta | In trasferta | In trasferta | In trasferta | In trasferta | Totale | Totale | Totale | Totale | Totale | Totale | DR |
| Competizione | Punti | G       | V       | N       | P       | Gf      | Gs      | G            | V            | N            | P            | Gf           | Gs           | G      | V      | N      | P      | Gf     | Gs     | DR |
| ------------ | ----- | ------- | ------- | ------- | ------- | ------- | ------- | ------------ | ------------ | ------------ | ------------ | ------------ | ------------ | ------ | ------ | ------ | ------ | ------ | ------ | -- |
| Regionalliga | 53    | 19      | 6       | 8       | 5       | 30      | 22      | 19           | 8            | 3            | 8            | 29           | 28           | 38     | 14     | 11     | 13     | 59     | 50     | +9 |
| Totale       | 53    | 19      | 6       | 8       | 5       | 30      | 22      | 19           | 8            | 3            | 8            | 29           | 28           | 38     | 14     | 11     | 13     | 59     | 50     | +9 |

### Andamento in campionato
| Giornata  | 1  | 2 | 3  | 4  | 5  | 6  | 7  | 8  | 9  | 10 | 11 | 12 | 13 | 14 | 15 | 16 | 17 | 18 | 19 | 20 | 21 | 22 | 23 | 24 | 25 | 26 | 27 | 28 | 29 | 30 | 31 | 32 | 33 | 34 | 35 | 36 | 37 | 38 |
| --------- | -- | - | -- | -- | -- | -- | -- | -- | -- | -- | -- | -- | -- | -- | -- | -- | -- | -- | -- | -- | -- | -- | -- | -- | -- | -- | -- | -- | -- | -- | -- | -- | -- | -- | -- | -- | -- | -- |
| Luogo     | T  | C | T  | C  | T  | C  | T  | C  | T  | C  | T  | C  | T  | C  | T  | C  | T  | C  | T  | C  | T  | C  | T  | C  | T  | C  | T  | C  | T  | C  | T  | C  | T  | C  | T  | C  | T  | C  |
| Risultato | P  | V | P  | N  | P  | N  | V  | V  | P  | N  | P  | V  | V  | P  | V  | P  | V  | V  | V  | P  | N  | P  | V  | N  | N  | V  | V  | N  | V  | N  | N  | P  | P  | N  | P  | N  | P  | V  |
| Posizione | 17 | 9 | 15 | 12 | 15 | 15 | 12 | 12 | 12 | 12 | 13 | 11 | 9  | 11 | 11 | 11 | 10 | 10 | 9  | 9  | 9  | 9  | 9  | 10 | 10 | 10 | 9  | 9  | 8  | 8  | 8  | 9  | 11 | 10 | 10 | 11 | 12 | 10 |

Legenda:

Luogo: C = Casa; T = Trasferta. Risultato: V = Vittoria; N = Pareggio; P = Sconfitta.

### Statistiche dei giocatori
| K. Albers      | 22 | 0  | 0  | 0 |
| K. Ali-Saleha  | 0  | 0  | 0  | 0 |
| A. Bilbija     | 28 | 0  | 8  | 0 |
| L. Czosnyka    | 11 | 0  | 0  | 0 |
| J. Fikisi      | 17 | 0  | 0  | 0 |
| J. Gabrielides | 0  | 0  | 0  | 0 |
| R. Gladrow     | 34 | 10 | 7  | 1 |
| S. Huke        | 29 | 3  | 5  | 0 |
| B. Junge-Abiol | 32 | 12 | 5  | 0 |
| J. Mattmüller  | 14 | 2  | 0  | 0 |
| L. Mema        | 29 | 3  | 14 | 0 |
| F. Montcheu    | 38 | 5  | 5  | 0 |
| C. Mvondo      | 25 | 0  | 2  | 0 |
| T. Oschmann    | 32 | 2  | 7  | 0 |
| O. Pašagić     | 21 | 1  | 1  | 0 |
| Y. Sakran      | 15 | 0  | 5  | 0 |
| N. Samardzic   | 29 | 1  | 6  | 0 |
| W. Siakam      | 28 | 7  | 5  | 1 |
| M. Stahl       | 22 | 0  | 1  | 0 |
| V. Tloczynski  | 16 | 0  | 3  | 0 |
| R. Travassos   | 28 | 3  | 3  | 0 |
| L. Wagner      | 18 | 0  | 0  | 0 |
| K. Yilmaz      | 4  | 0  | 1  | 0 |
| T. Çakmak      | 35 | 9  | 3  | 0 |
| E. Önal        | 32 | 0  | 6  | 0 |